# Virginia Slims of Los Angeles 1977
Virginia Slims of Los Angeles 1977  — жіночий тенісний турнір, що проходив на закритих кортах з килимовим покриттям Memorial Sports Arena в Лос-Анджелесі (США) в рамках Світової чемпіонської серії Вірджинії Слімс 1977. Турнір відбувся вчетверте і тривав з 14 до 20 лютого 1977 року. Перша сіяна Кріс Еверт здобула титул в одиночному розряді й отримала за це 20 тис. доларів США.

## Фінальна частина

### Одиночний розряд
Кріс Еверт —  Мартіна Навратілова 6–2, 2–6, 6–1
- Для Еверт це був 4-й титул в одиночному розряді за сезон і 71-й — за кар'єру.

### Парний розряд
Розмарі Касалс /  Кріс Еверт —  Мартіна Навратілова /  Бетті Стов 6–2, 6–4

## Розподіл призових грошей
| Дисципліна       | П       | F       | 3-тє   | 4-те   | ЧФ     | 1/8    | 1/16 | Prel. round |
| Одиночний розряд | $20,000 | $10,000 | $5,800 | $5,000 | $2,500 | $1,375 | $775 | $400        |